# Адміністративний устрій Біляївського району
Адміністративний устрій Біляївського району — адміністративно-територіальний поділ ліквідованого Біляївського району Одеської області на 1 міську, 1 селищну та 20 сільських рад, які об'єднували 50 населених пунктів та були підпорядковані Біляївській районній раді. Адміністративний центр — місто Біляївка..
Біляївський район був ліквідований 17 липня 2020 року.

## Список радБіляївського району
| №  | Назва                           | Центр              | Населені пункти                                                        | Площа км² | Місце за площею | Населення (2001), чол. | Місце за населенням | Розташування |
| -- | ------------------------------- | ------------------ | ---------------------------------------------------------------------- | --------- | --------------- | ---------------------- | ------------------- | ------------ |
| 1  | Біляївська міська рада          | м. Біляївка        |                                                                        |           |                 |                        |                     |              |
| 2  | Хлібодарська селищна рада       | смт Хлібодарське   | смт Хлібодарське с-ще Радісне                                          |           |                 |                        |                     |              |
| 3  | Августівська сільська рада      | с. Августівка      | с. Августівка с. Латівка с-ще Набережне с. Протопопівка с. Черевичне   |           |                 |                        |                     |              |
| 4  | Березанська сільська рада       | c. Березань        | c. Березань с. Важне с. Доброжанове с-ще Дослідне с. Курган с. Петрове |           |                 |                        |                     |              |
| 5  | Василівська сільська рада       | c. Василівка       | c. Василівка                                                           |           |                 |                        |                     |              |
| 6  | Великодальницька сільська рада  | c. Великий Дальник | c. Великий Дальник с-ще Розселенець                                    |           |                 |                        |                     |              |
| 7  | Вигодянська сільська рада       | c. Вигода          | c. Вигода с. Сонячне с. Паліївка с. Зоряне                             |           |                 |                        |                     |              |
| 8  | Граденицька сільська рада       | c. Градениці       | c. Градениці                                                           |           |                 |                        |                     |              |
| 9  | Дачненська сільська рада        | c. Дачне           | c. Дачне                                                               |           |                 |                        |                     |              |
| 10 | Іллінська сільська рада         | c. Іллінка         | c. Іллінка с. Ковалівка с-ще Нова Ковалівка с. Тихе с. Чоботарівка     |           |                 |                        |                     |              |
| 11 | Кагарлицька сільська рада       | c. Кагарлик        | c. Кагарлик                                                            |           |                 |                        |                     |              |
| 12 | Кам'янська сільська рада        | c. Кам'янка        | c. Кам'янка с. Червона Гірка                                           |           |                 |                        |                     |              |
| 13 | Майорівська сільська рада       | c. Майори          | c. Майори с. Повстанське                                               |           |                 |                        |                     |              |
| 14 | Маринівська сільська рада       | c. Маринівка       | c. Маринівка с. Берегове с. Нова Еметівка с. Стара Еметівка            |           |                 |                        |                     |              |
| 15 | Маяківська сільська рада        | c. Маяки           | c. Маяки                                                               |           |                 |                        |                     |              |
| 16 | Мирненська сільська рада        | c. Мирне           | c. Мирне с. Широка Балка                                               |           |                 |                        |                     |              |
| 17 | Нерубайська сільська рада       | c. Нерубайське     | c. Нерубайське с. Велика Балка с-ще Усатове                            |           |                 |                        |                     |              |
| 18 | Секретарівська сільська рада    | c. Секретарівка    | c. Секретарівка с. Михайлівка                                          |           |                 |                        |                     |              |
| 19 | Троїцька сільська рада          | c. Троїцьке        | с. Троїцьке                                                            |           |                 |                        |                     |              |
| 20 | Усатівська сільська рада        | c. Усатове         | с. Усатове                                                             |           |                 |                        |                     |              |
| 21 | Холоднобалківська сільська рада | c. Холодна Балка   | с. Холодна Балка с. Алтестове                                          |           |                 |                        |                     |              |
| 22 | Яськівська сільська рада        | c. Яськи           | с. Яськи                                                               |           |                 |                        |                     |              |

* Примітки: м. — місто, с-ще — селище, смт — селище міського типу, с. — село

### Об'єднані громади (з 2016)
| № | Назва      | Центр          | Населені пункти                             | Площа, км² | Населення (2014) |
| - | ---------- | -------------- | ------------------------------------------- | ---------- | ---------------- |
| А | Біляївська | місто Біляївка | місто Біляївка село Майори село Повстанське | 193,0      | 13639            |